# ニッポン!おもてなし旅
『ニッポン!おもてなし旅』（にっぽん!おもてなしたび）は読売テレビ（ytv）で2011年5月1日から2012年3月25日まで放送されていた旅番組である。
読売テレビでは事実上西日本旅客鉄道（JR西日本）の一社提供番組として放送され、同社の「JRおでかけネット」にも番組紹介があるが、提供クレジットは表示していない。

## 概要
2011年5月1日より関西ローカルで放送開始。2011年10月2日からNNS系列6局でネット開始。
2012年3月25日を以て放送終了。

## ネット局
| 放送対象地域   | 放送局             | 系列           | 放送曜日・放送時間           | 放送日の遅れ | 備考   |
| -------------- | ------------------ | -------------- | ---------------------------- | ------------ | ------ |
| 近畿広域圏     | 読売テレビ（ytv）  | 日本テレビ系列 | 日曜 10:55 - 11:25           | 制作局       | 制作局 |
| 新潟県         | テレビ新潟（TeNY） | 日本テレビ系列 | 日曜 10:55 - 11:25           | 同時ネット   |        |
| 長野県         | テレビ信州（TSB）  | 日本テレビ系列 | 日曜 10:55 - 11:25           | 同時ネット   |        |
| 富山県         | 北日本放送（KNB）  | 日本テレビ系列 | 日曜 10:55 - 11:25           | 同時ネット   |        |
| 広島県         | 広島テレビ（HTV）  | 日本テレビ系列 | 日曜 10:55 - 11:25           | 同時ネット   |        |
| 香川県・岡山県 | 西日本放送（RNC）  | 日本テレビ系列 | 日曜 10:55 - 11:25           | 同時ネット   |        |
| 中京広域圏     | 中京テレビ（CTV）  | 日本テレビ系列 | 土曜 0:58 - 1:31（金曜深夜） | 遅れネット   | [ 1 ]  |

## 内容
「旅人」を幸せな気分にさせるため「我こそは!」という「おもてなし人」が名乗りを挙げ日本各地を旅する。

## スタッフ
- ナレーター：ALCO
- 構成：儀賀保秀、佐久間貴司
- カメラ：岡大輔、前原孝彦、横田浩一、脇坂祐司
- 音声：山崎多佳彦、今堀晃行、景田慶三
- CA：高田正幸、浅井容子
- 編集：城戸隆一、吉住憲二、越田ヤスヲ、河野朋子、坂本ゆかり
- 車両：中尾正伸　(関西ロケーションサービス)
- 音効：船富潤司
- MA：品川泰宏
- タイトルデザイン：大垣ガク
- イラスト：丹下京子
- CG：徳永尚和
- 美術：山本真平
- 宣伝：松井信博
- 協力：東通企画、ジェイワークス、ブリッジ、丸善かつら、東京衣裳
- ディレクター：加藤貴光、辻本賢一、中西宏和
- AP：太田由貴
- リサーチ：弘中麻由
- 演出：前西和成
- プロデューサー：斎藤恭仁雄、石上貴敏
- チーフプロデューサー：土居原作也
- 制作協力：ytv Nextry
- 制作著作：ytv